# HD 37124
HD 37124 är en stjärna i stjärnbilden Oxen. Den har en magnitud på +7,68 och ligger på ungefär 110 ljusårs avstånd.

## Exoplaneter vid HD 37124
En exoplanet upptäcktes år 1999 kretsande kring stjärnan och fick beteckningen HD 37124  b. En andra planet upptäcktes 2003. På grund av instabiliteter i dess omlopp kunde banelementen för en tredje planet räknas fram.
|   | Exoplanet      | Massa i Jupitermassor | Omloppsperiod i dygn | Halv storaxel | Excentricitet |
| b | ≥0,675 ± 0,017 | 154,378 ± 0,089       | 0,53364 ± 0,00020    | 0,054 ± 0,028 |               |
| c | ≥0,652 ± 0,052 | 885,5 ± 5,1           | 1,7100 ± 0,0065      | 0,125 ± 0,055 |               |
| d | ≥0,696 ± 0,059 | 1862 ± 38             | 2,807 ± 0,038        | 0,16 ± 0,14   |               |